# Hammond (Wisconsin)
Hammond – miasto w Stanach Zjednoczonych, w stanie Wisconsin, w hrabstwie St. Croix.